# Plateau des Bolovens

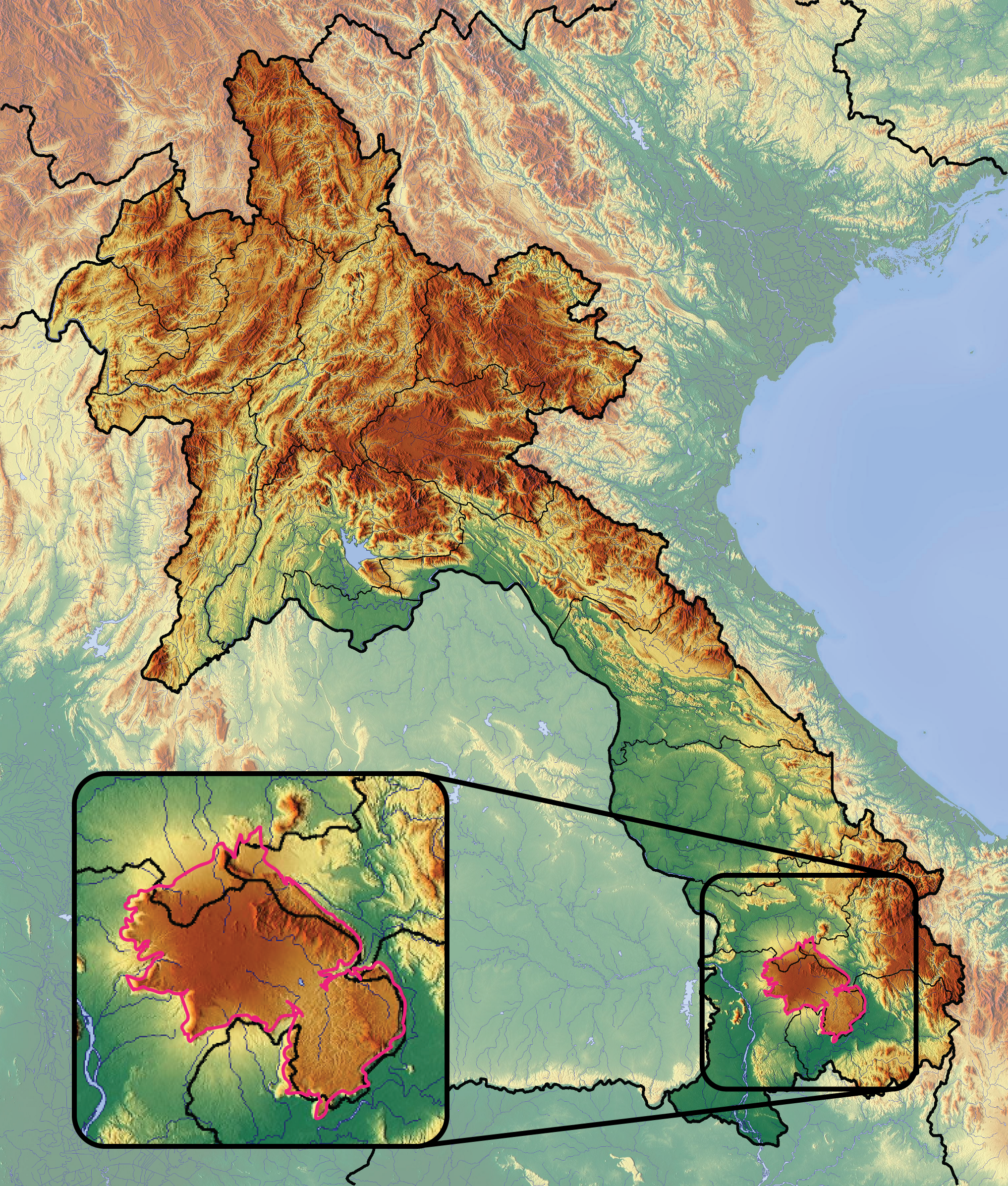
Localisation du plateau des Bolovens au Laos.

Le plateau des Bolovens, du nom de l’ethnie majoritaire qui y vit : les « Laven », est une région du Sud du Laos, qui englobe la province de Champassak (Paksé) et la province de Saravane.

## Géographie

### Situation
Le plateau des Bolovens, peu troublé par le tourisme occidental, est situé à environ 50 kilomètres à l'est de Paksé ou Pakxé qui se traduit en (laotien par « embouchure de la rivière »). Paksé est la capitale de la province de Champassak , troisième ville du Laos.

#### Climat
Le climat y est légèrement plus froid que dans la plaine, par ailleurs pendant la saison sèche hivernale il est plus frais et plus humide. L'air est très sain, les Thais et les Laos viennent s'y ressourcer.

#### Relief, géologie, hydrographie
Le plateau des Bolovens est un plateau de roches volcaniques formé à l’époque quaternaire à la suite d'une éruption. Son sol est fertile.L'altitude moyenne du plateau est de 1 000 mètres. Il présente des paysages somptueux en s'étirant jusqu'à la frontière de la Thaïlande. Dans ses abondantes forêts primaires, des chutes d'eau sont spectaculaires : Tad Fane,Tad Yuang, Tad Hang et Tad E-Tu, qui est la plus éloignée.

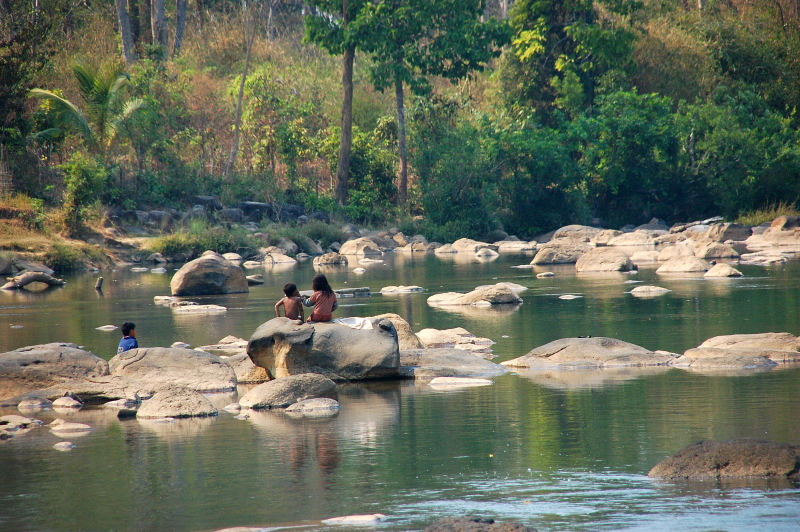
Tad Lo, plateau des Bolovens, 2008.
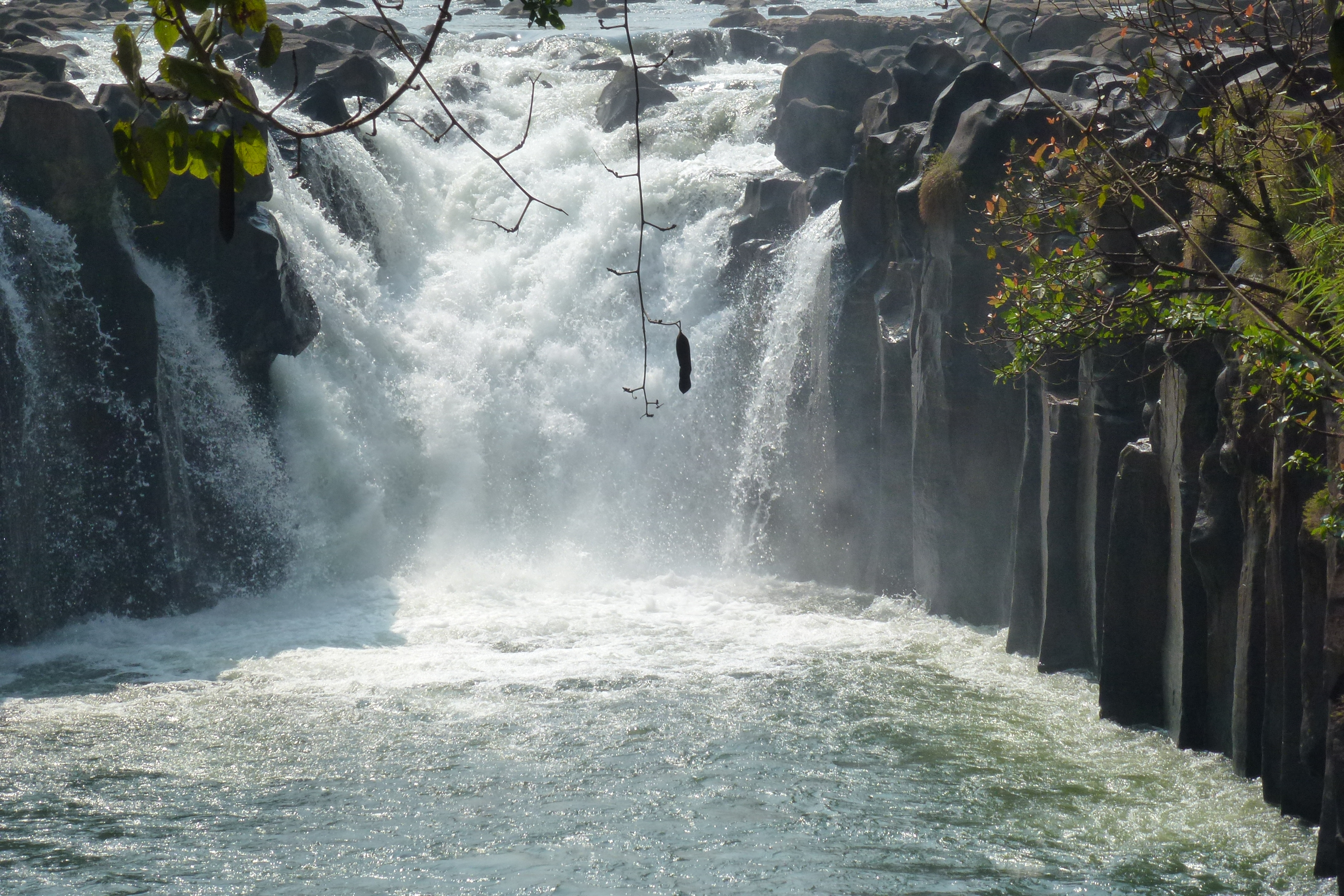
Chutes de Pha Suam.
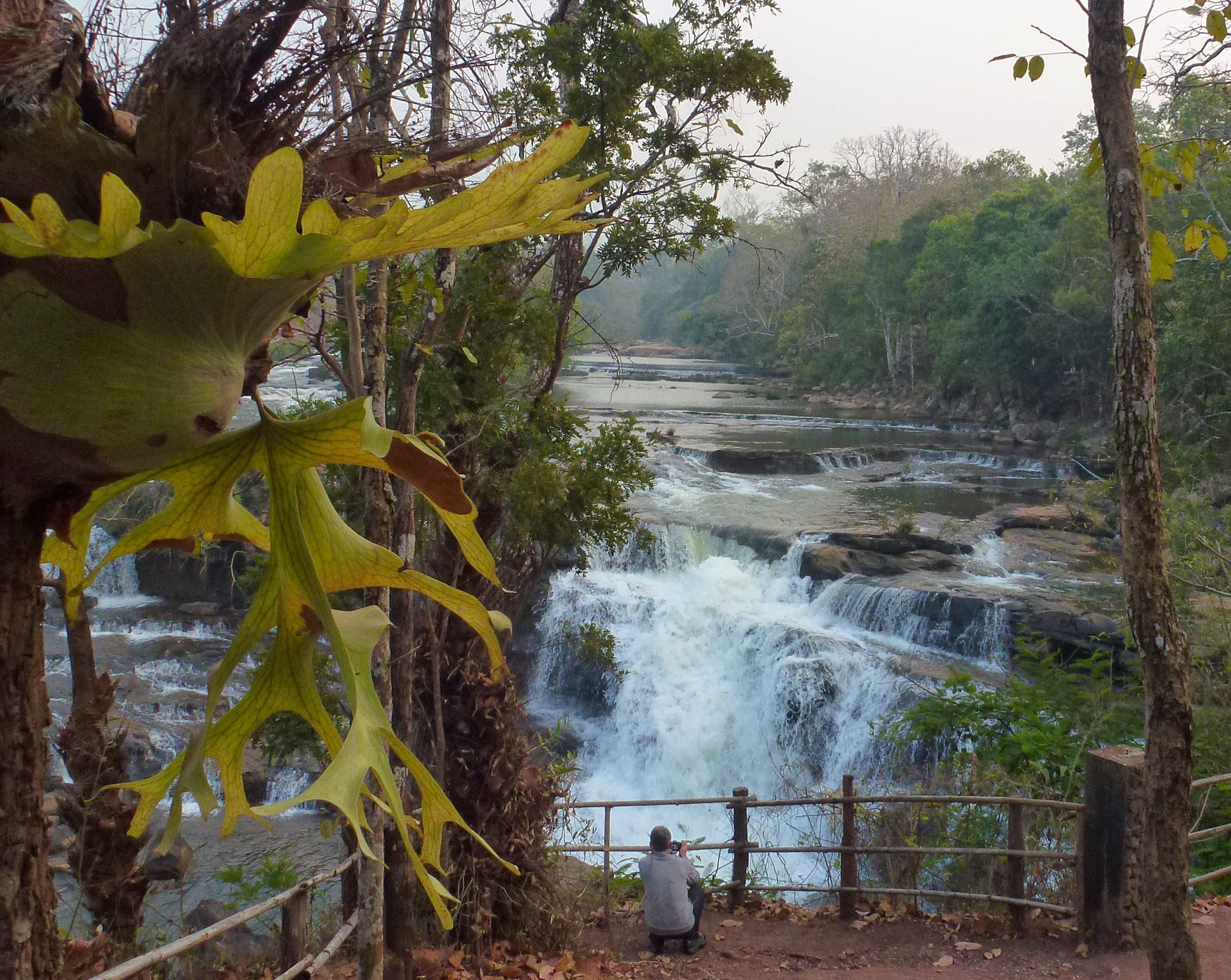
Chute d'eau à Tadlo, Province Salavanh.
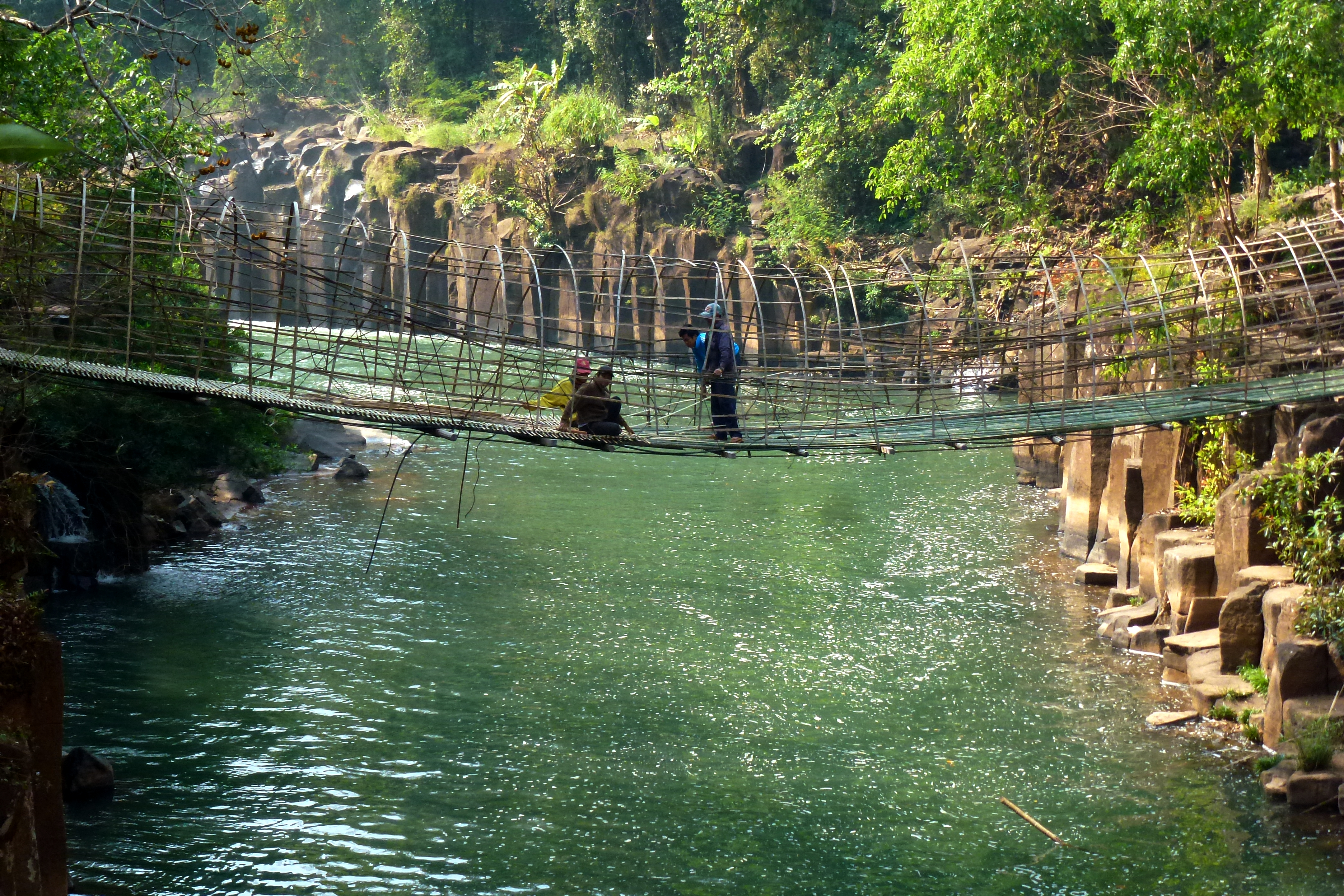
Chute d'eau de Tad Pha, Province Salavanh.
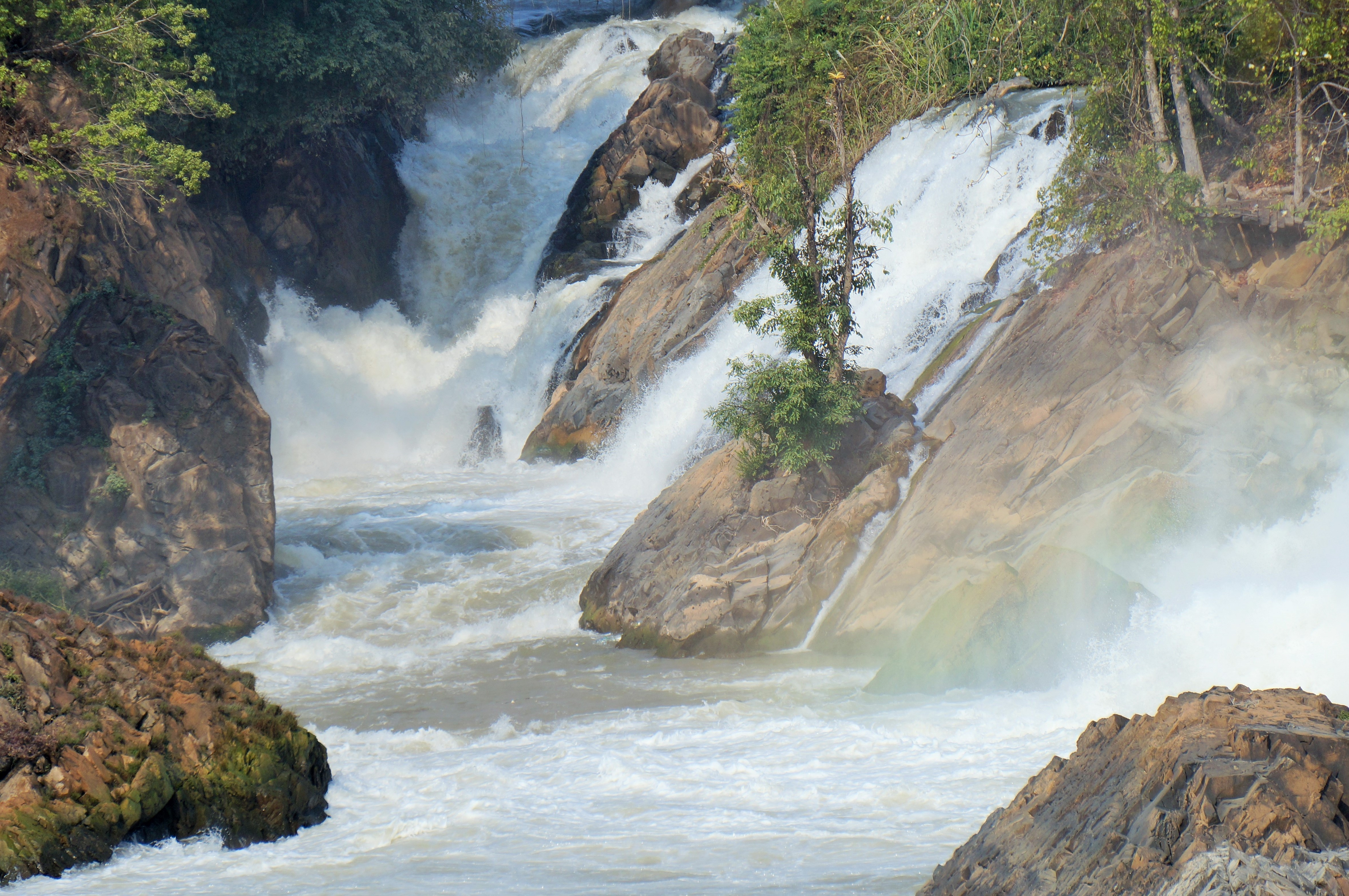
Khon Phapheng Falls, Champassak.
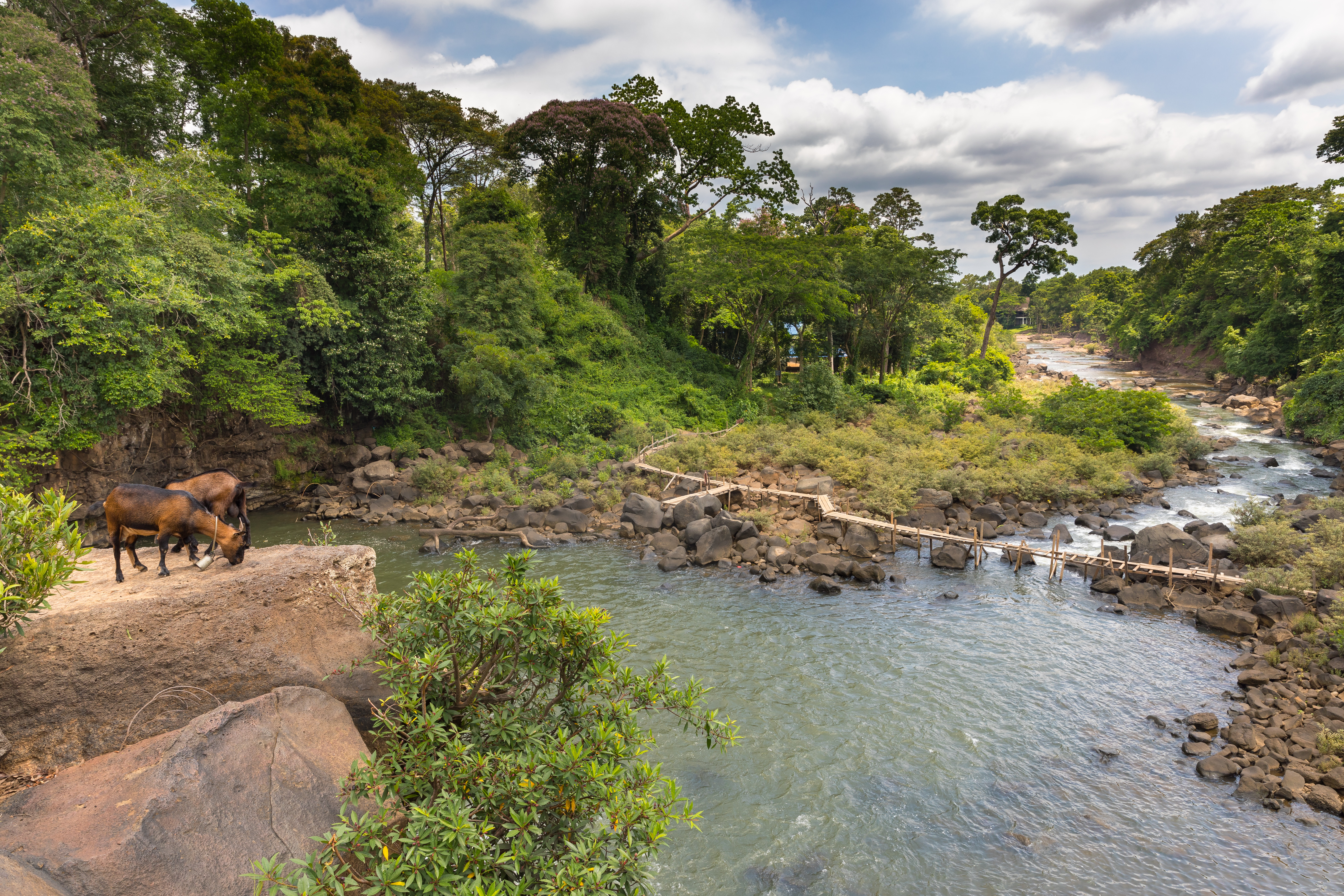
Vue d'en haut sur la rivière Tad Lo, avec passerelle temporaire en bois et chèvres brunes sur des rochers, plateau des Bolovens. Juin 2019.
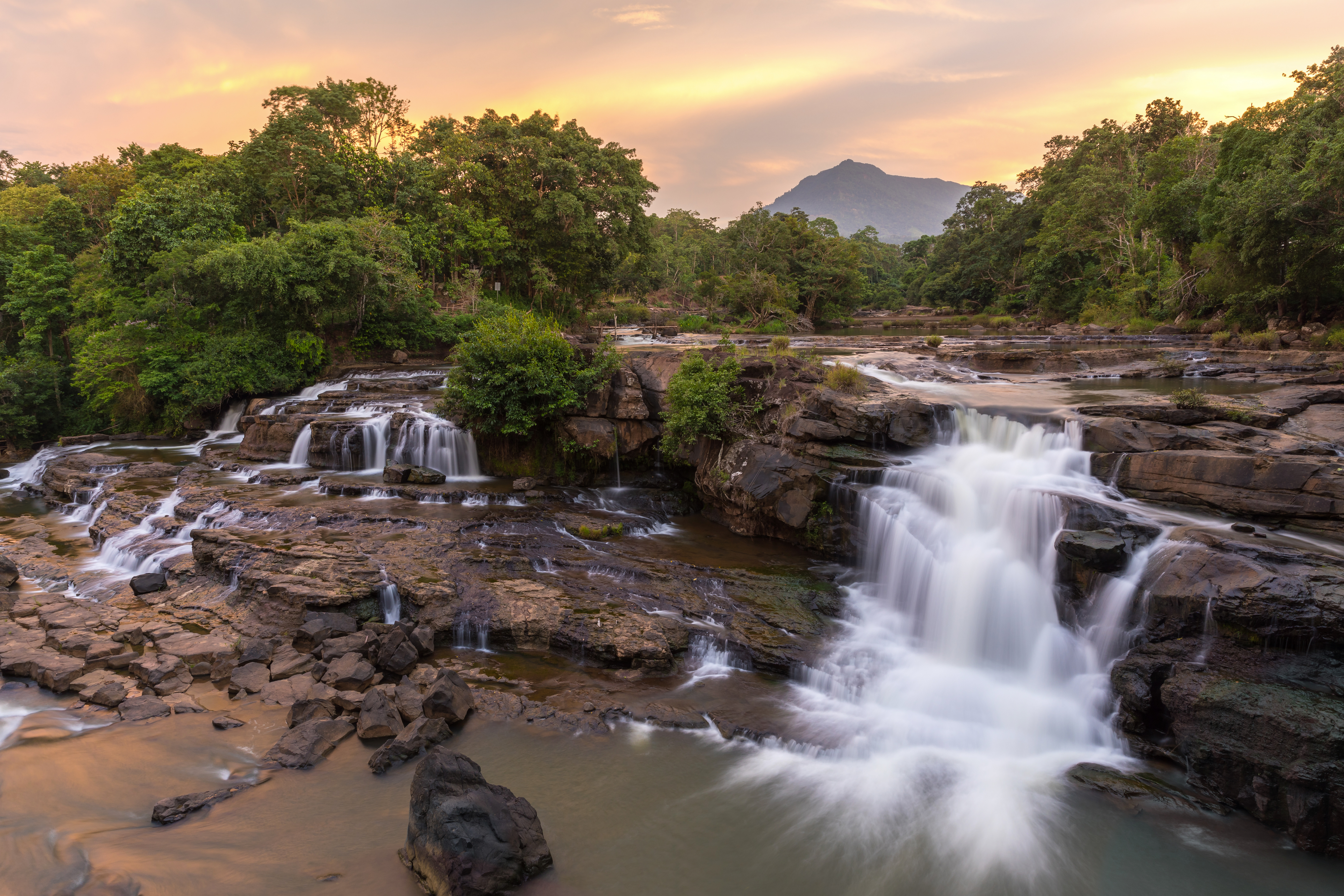
Chutes de Tad Hang au coucher du soleil, village de Tad Lo, Plateau des Bolovens. Juin 2019.
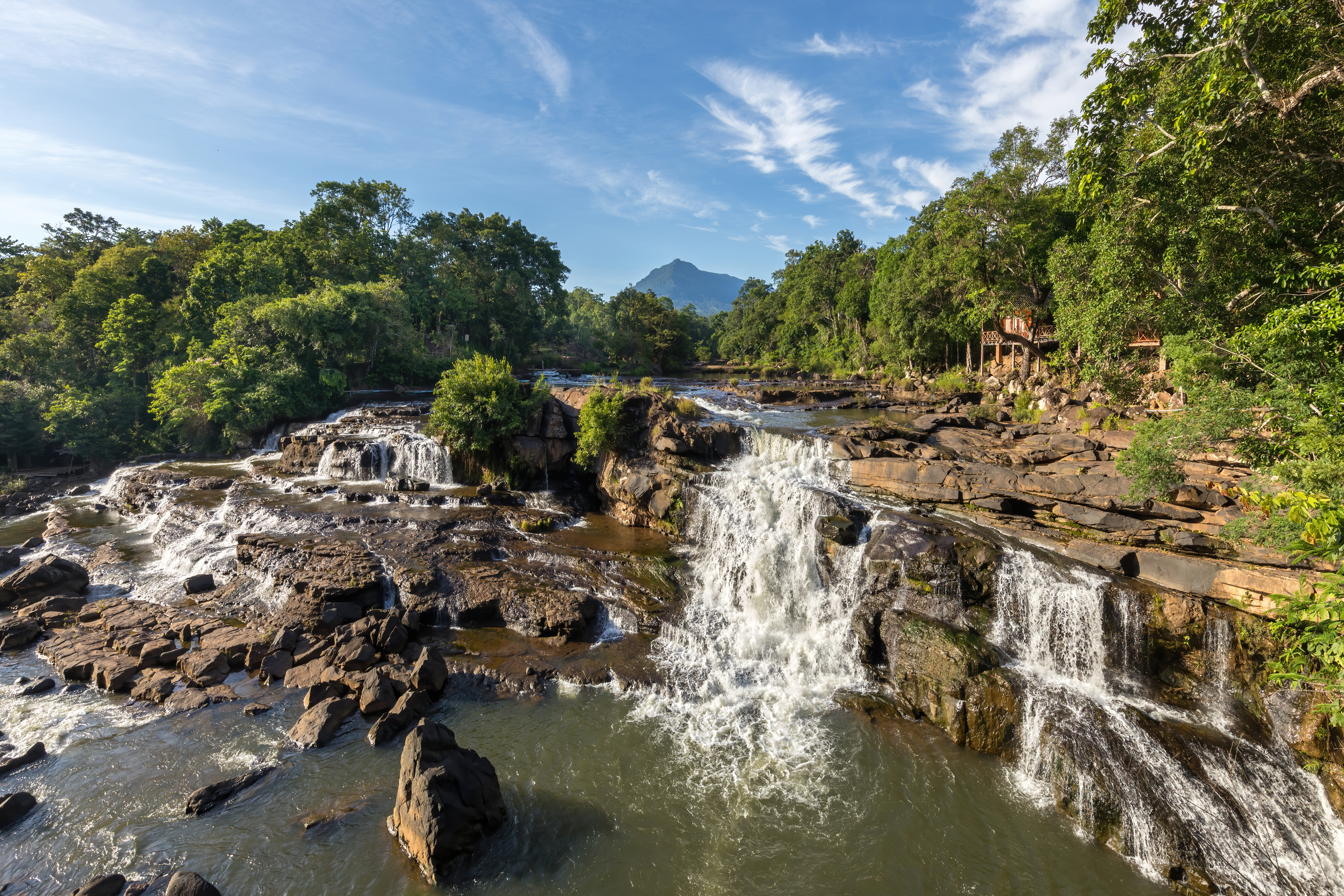
Chutes de Tad Hang, tôt matin, un jour ensoleillé, village de Tad Lo, Plateau des Bolovens. Juin 2019.

## Population et société

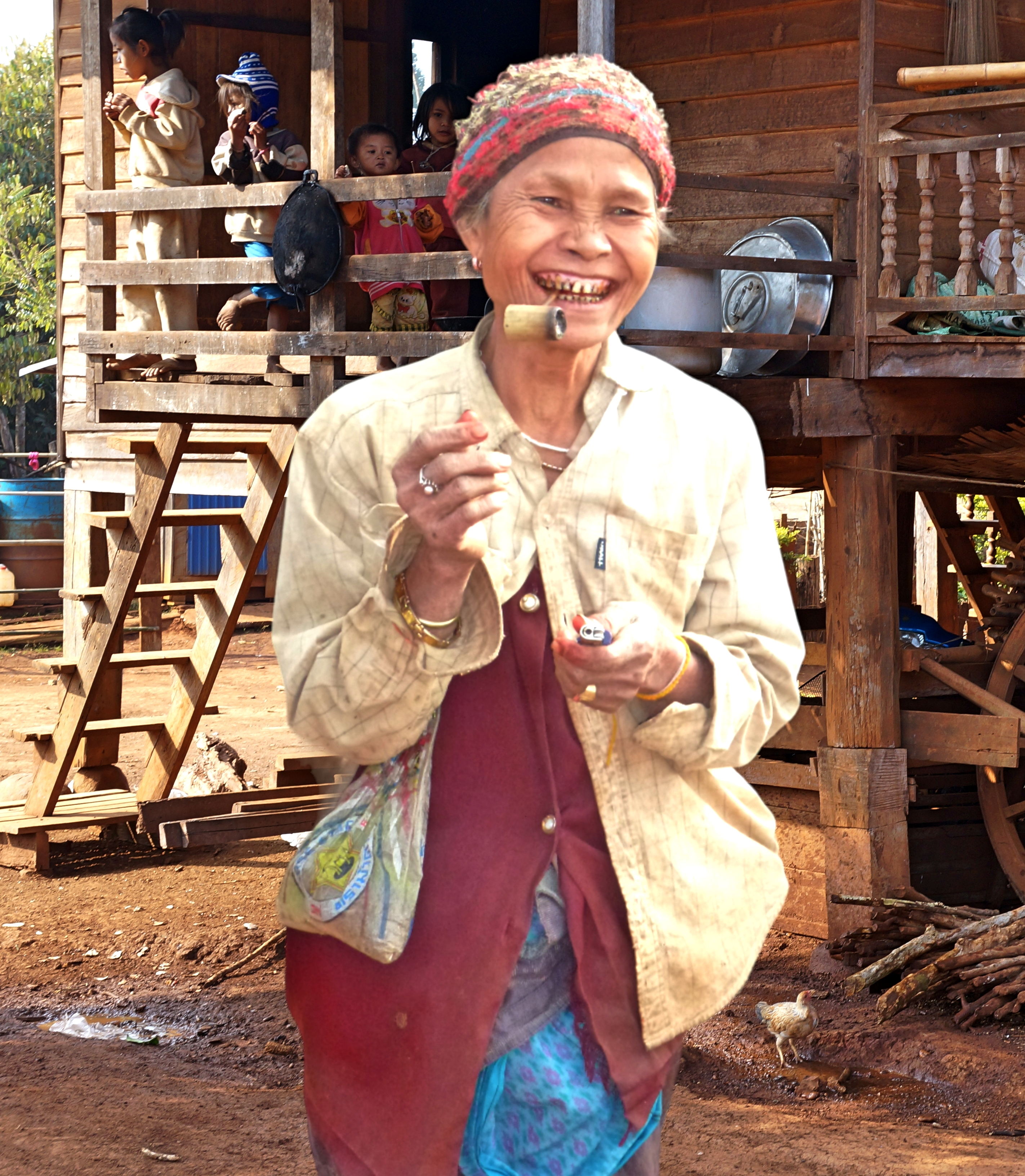
Femme Katu de Ban Lao Ngam.

Les minorités Alak et Katu (peuple), constituent les plus importants groupes ethniques de la région. Leurs communes sont souvent situées au bord de la route et nommées selon le kilométrage, la plus grande étant Paksong qui possède un marché important.

## Santé
Les villages du plateau des Bolovens sont inscrits dans le cadre du programme « Healthy Villages », qui travaille en coordination avec les organismes communautaires et les élus territoriaux. Ce programme vise à créer et former des équipes de santé villageoise (VHT) qui fonctionnent comme les dispensaires médicaux.
Ces équipes de santé apportent des traitements et des soins au paludisme, aux lésions oculaires ainsi que dans des disciplines chirurgicales (obstétrique et de gynécologie). L'accès aux soins préventifs tels que les tests de dépistage des IST / VIH est également ouvert.

## Religion
Les minorités alak et katu se référent à l’animisme. Leur croyance en l'esprit est vivace, le culte des morts est profond. Il est comme la force vitale qui les anime, ainsi que les objets et les éléments naturels, comme les pierres et le vent. Ils les considèrent comme des génies protecteurs.

## Histoire
De 1901 à 1936 se déroule une rébellion du saint homme (bouddhiste) (Révolte des Bolovens), engagée par Ong Keo (en) (?-1910) et poursuivie par Ong Kommandam (en) (ou Kommadam) (?-1936), tous deux d'origine alak. Cette révolte de Kha est étudiée par Geoffrey C. Gunn dans Rebellion in Laos (1990).
La notion de zomia permet de mieux appréhender une partie des conflits, pré-coloniaux, coloniaux et post-coloniaux, d'antagonismes et de complémentarités entre des zones (basses terres) sous contrôle gouvernemental à économie de riziculture irriguée et zones (hautes terres) hors contrôle gouvernemental : Zomia (2009).

## Économie

### Cultures
La vocation du plateau des Bolovens est essentiellement agricole. On y cultive un café très réputé,(robusta et arabica). Paksong en est le plus important centre. On cultive aussi un thé blanc composé uniquement de bourgeons et provenant de théiers semi-sauvages, de la cardamome, du poivre noir et rouge et surtout du riz qui constitue une alimentation de base. On trouve également des plantations d’ Hévéa pour le caoutchouc, de manioc pour les biocarburants, de maïs et des bananeraies.

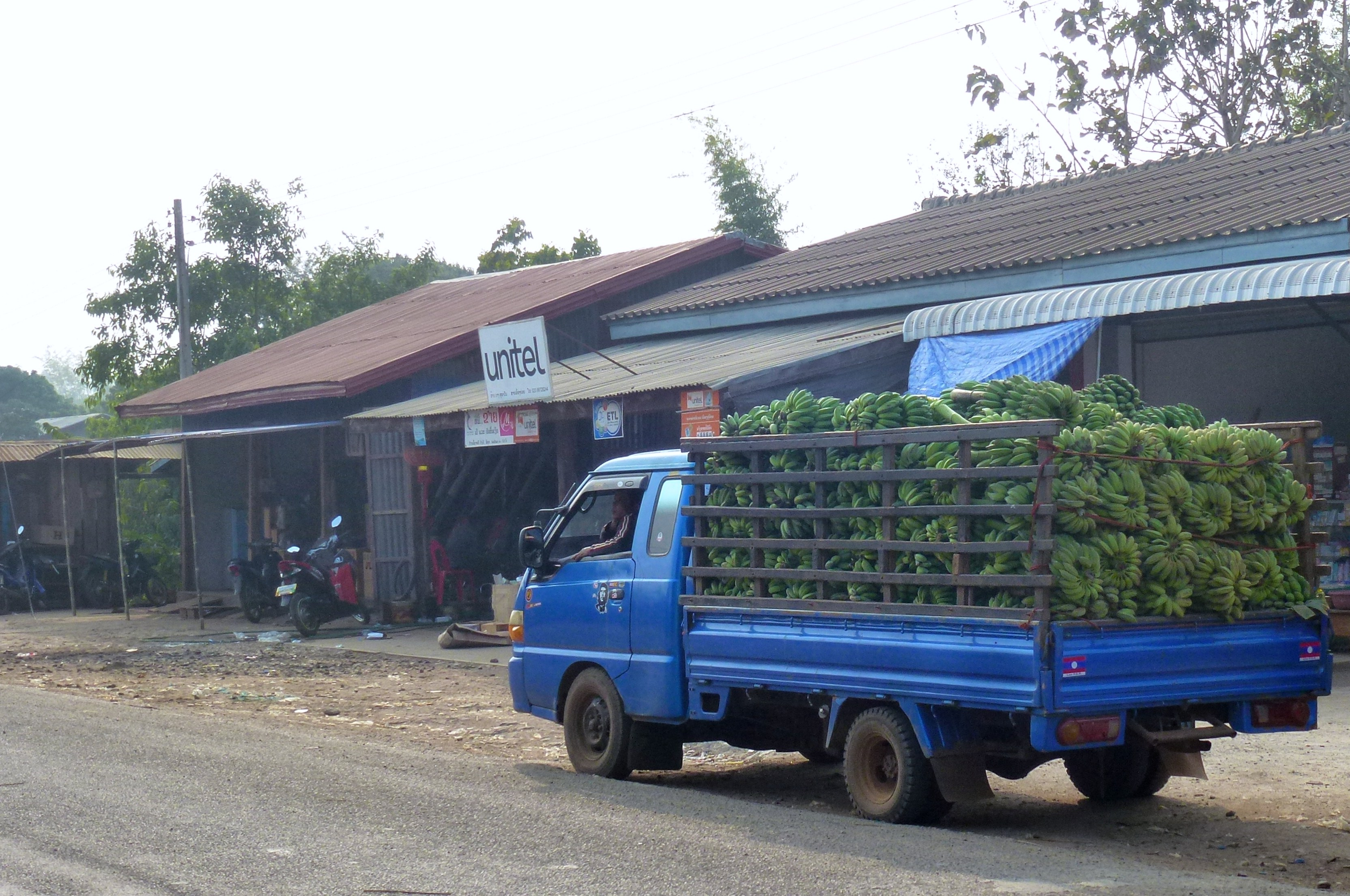
transport de bananes à Paksé.
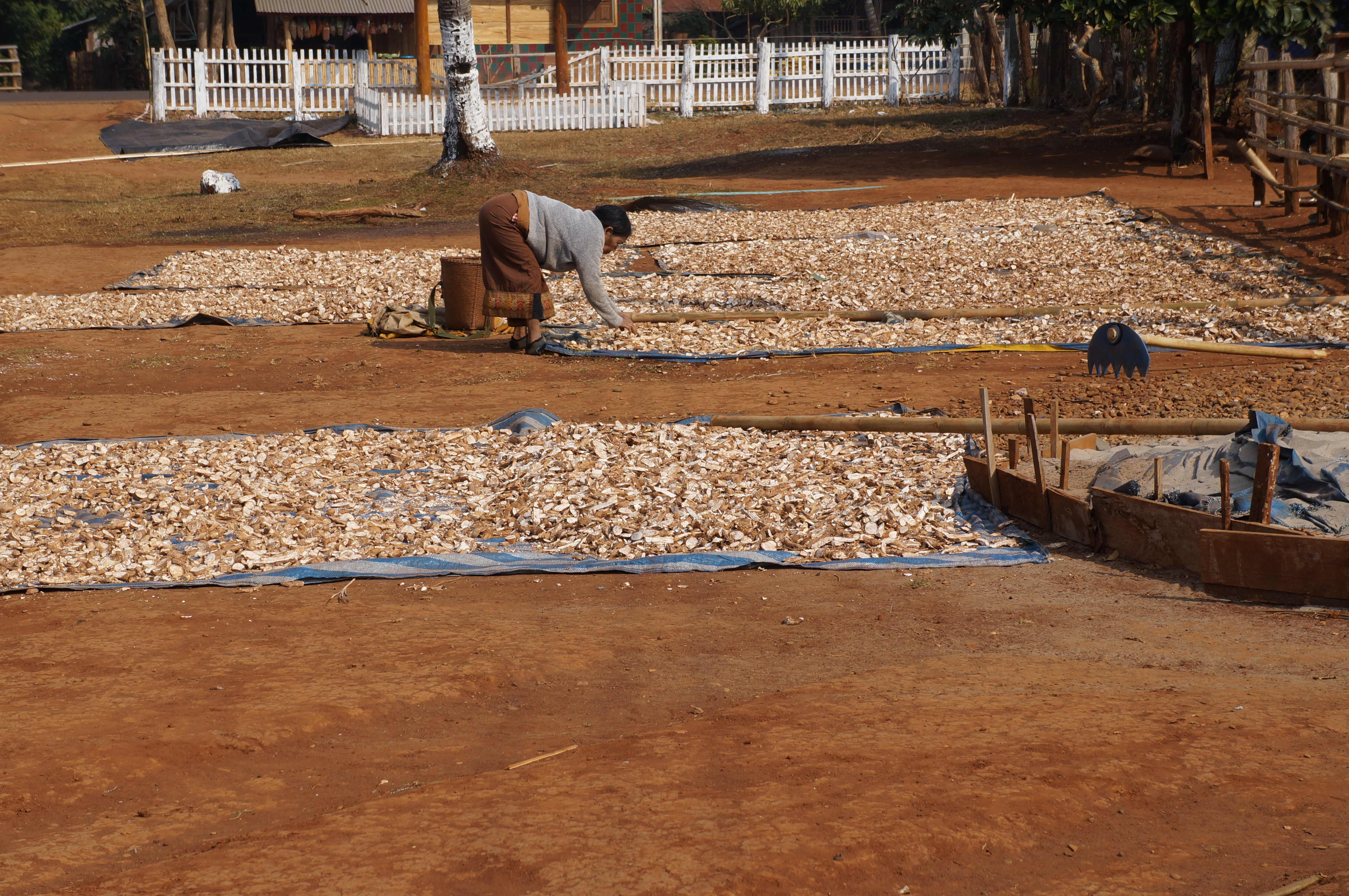
Séchage du manioc à Ban Lao Ngam.
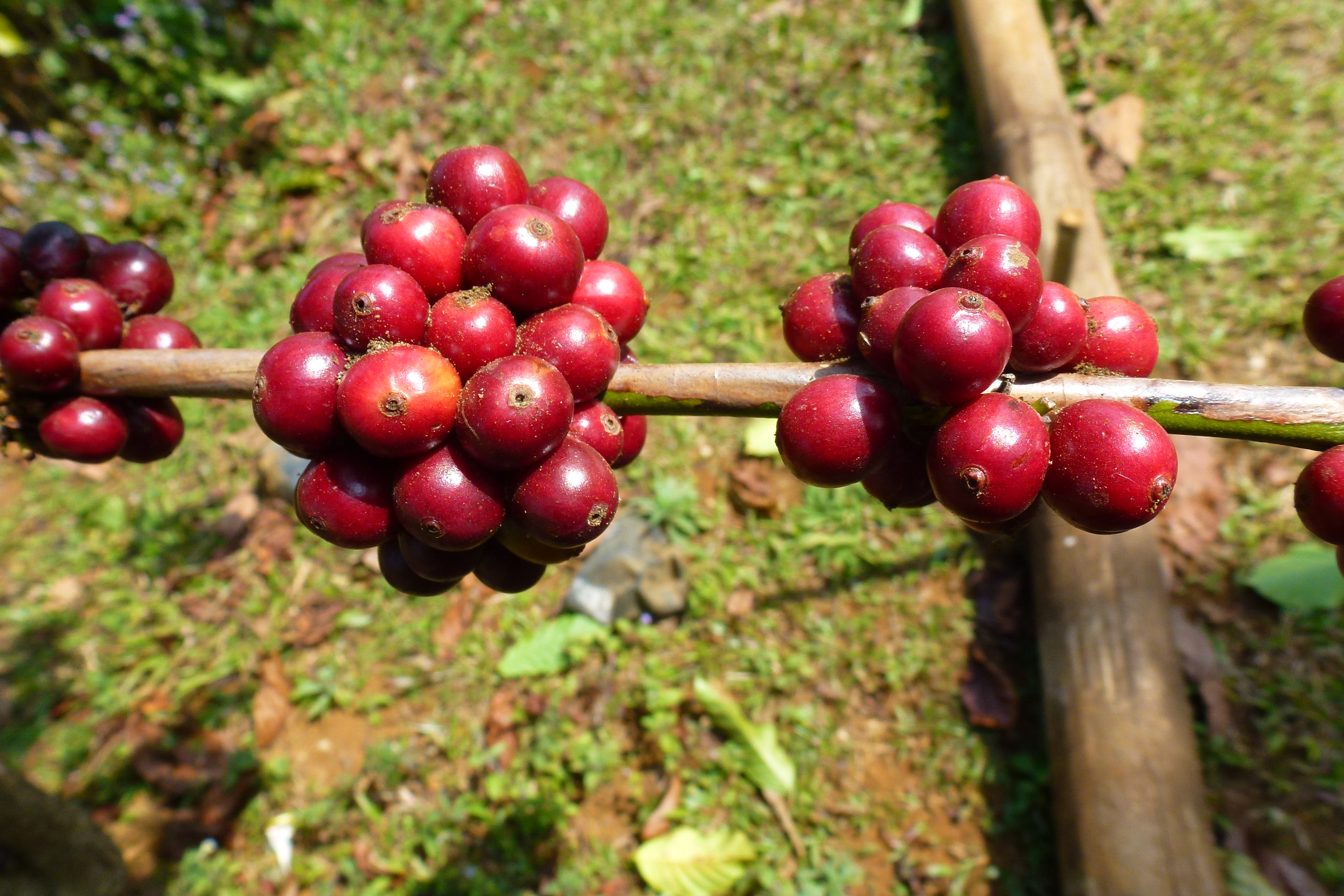
Plantations de caféiers.

### Artisanat
- Le village de Houayhe est réputé pour être celui des forgerons, et celui de Ban Lao Ngam celui des tisserands.

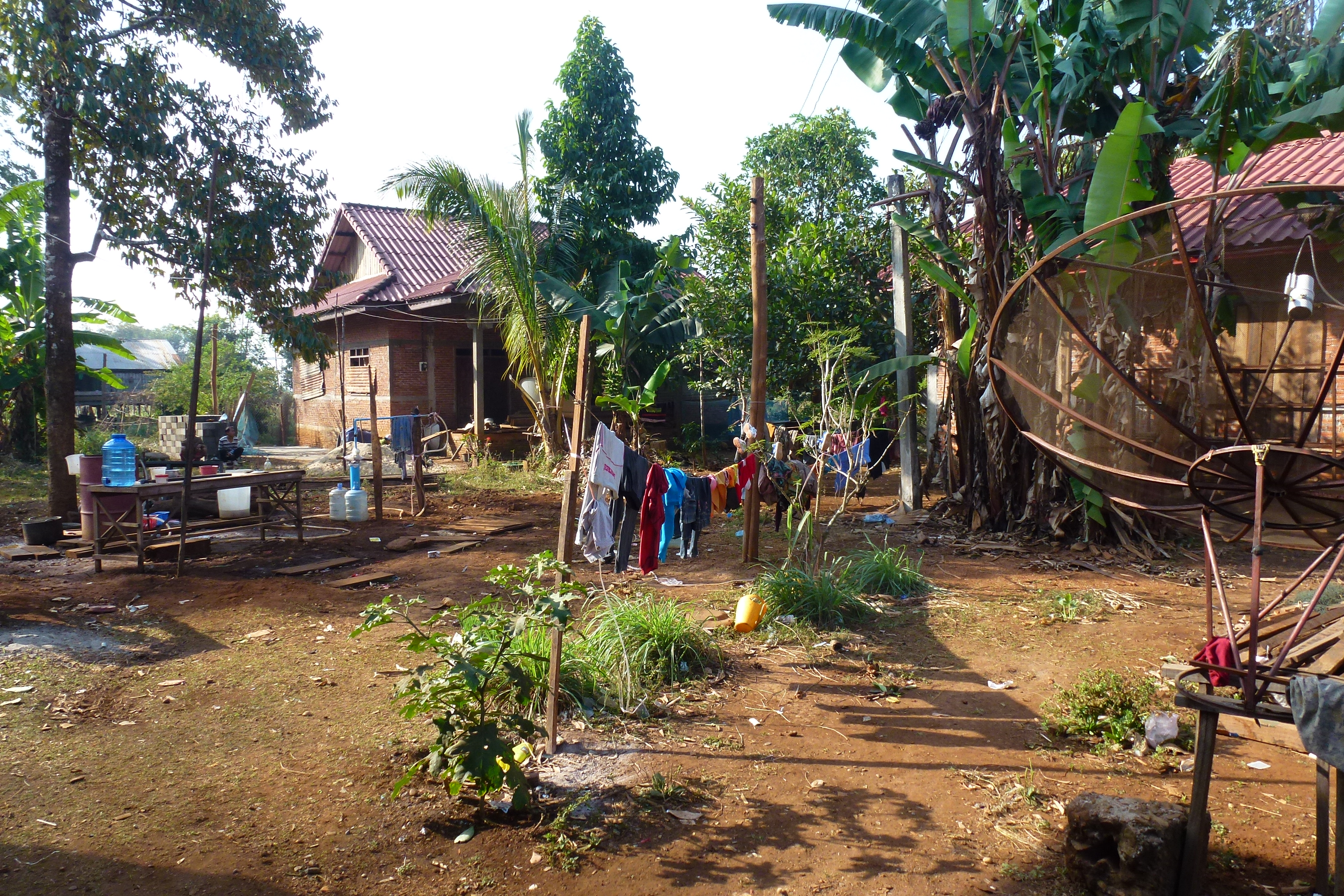
Le village des forgerons de Houayhe.
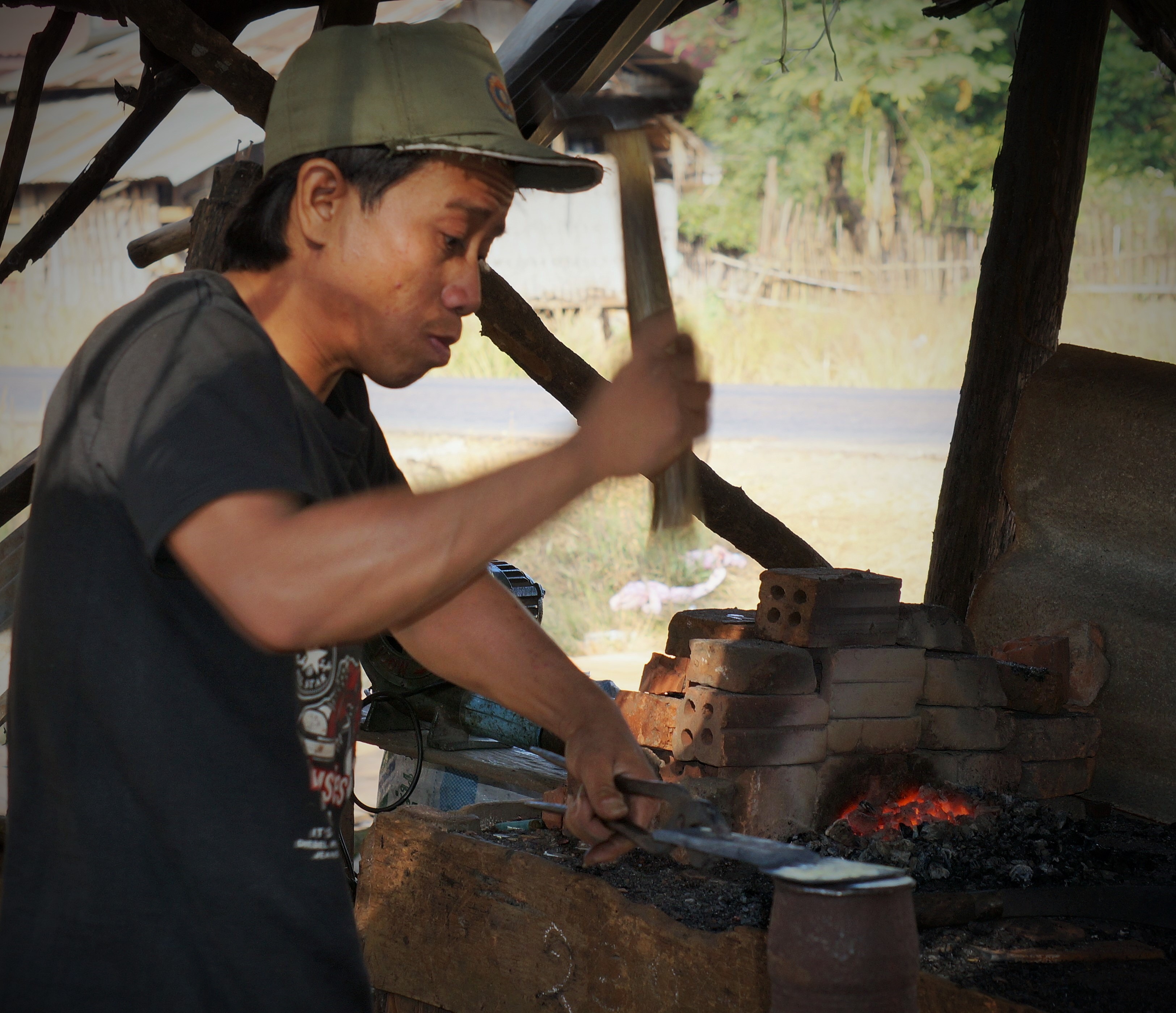
Forgeron à Houayhe.
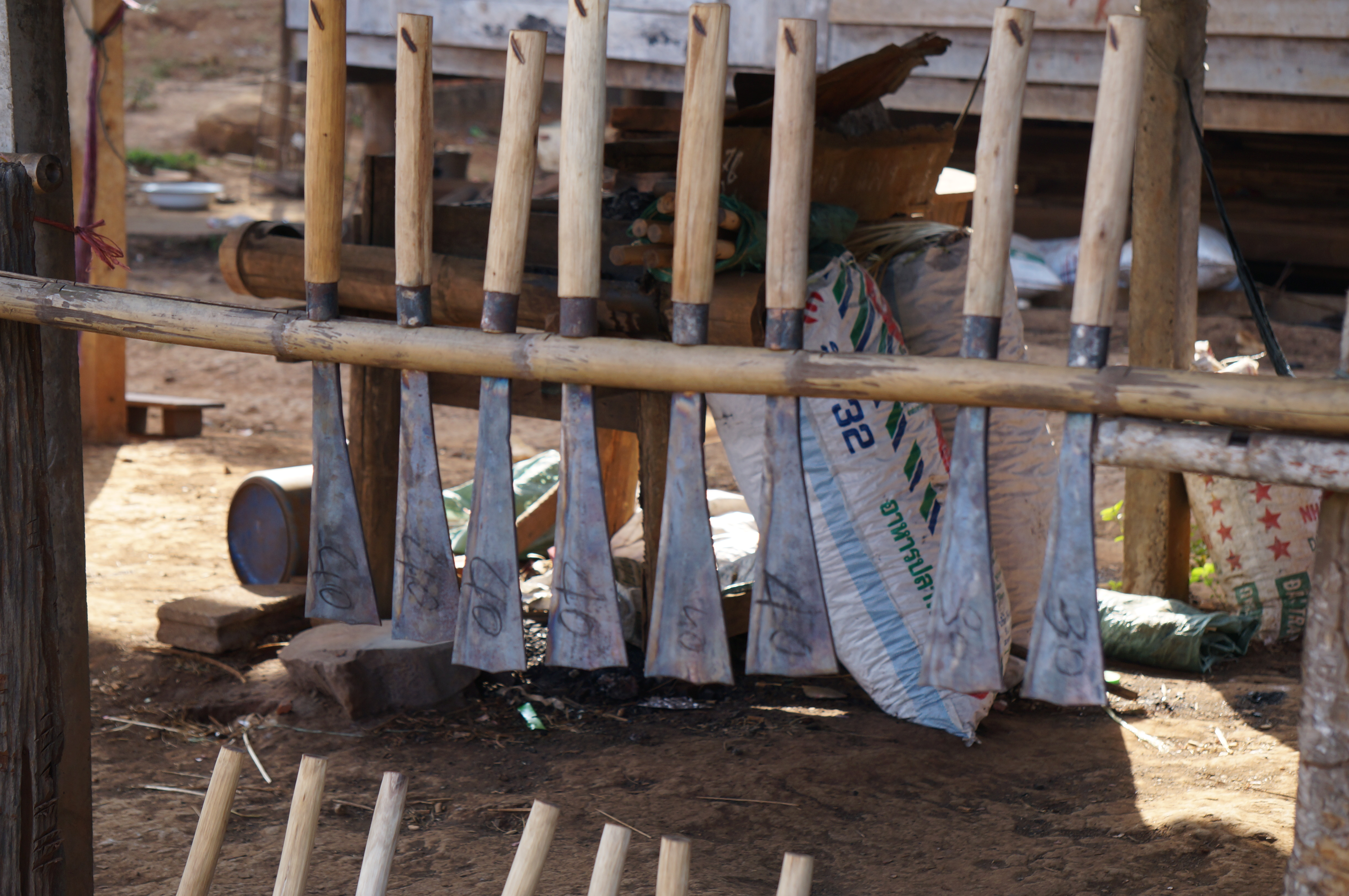
Outils forgés à Houayhe.
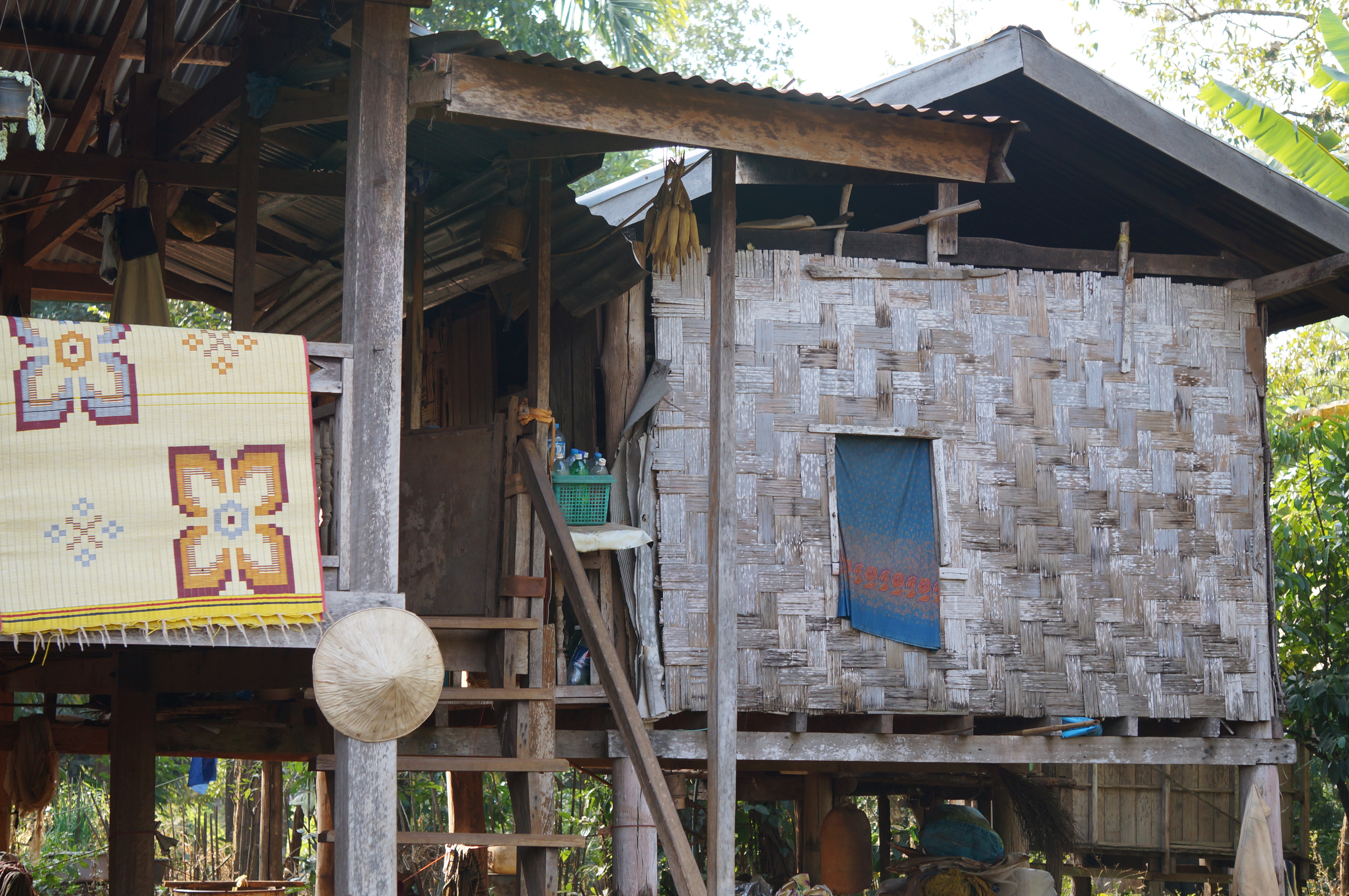
Habitat Alak à Houayhe.

- Ban Lao Ngam et Ban Saphay sont des villages de tisserands. Ils abritent de nombreux métiers à tisser nécessaires à la fabrication traditionnelle des tissus et des tapis.

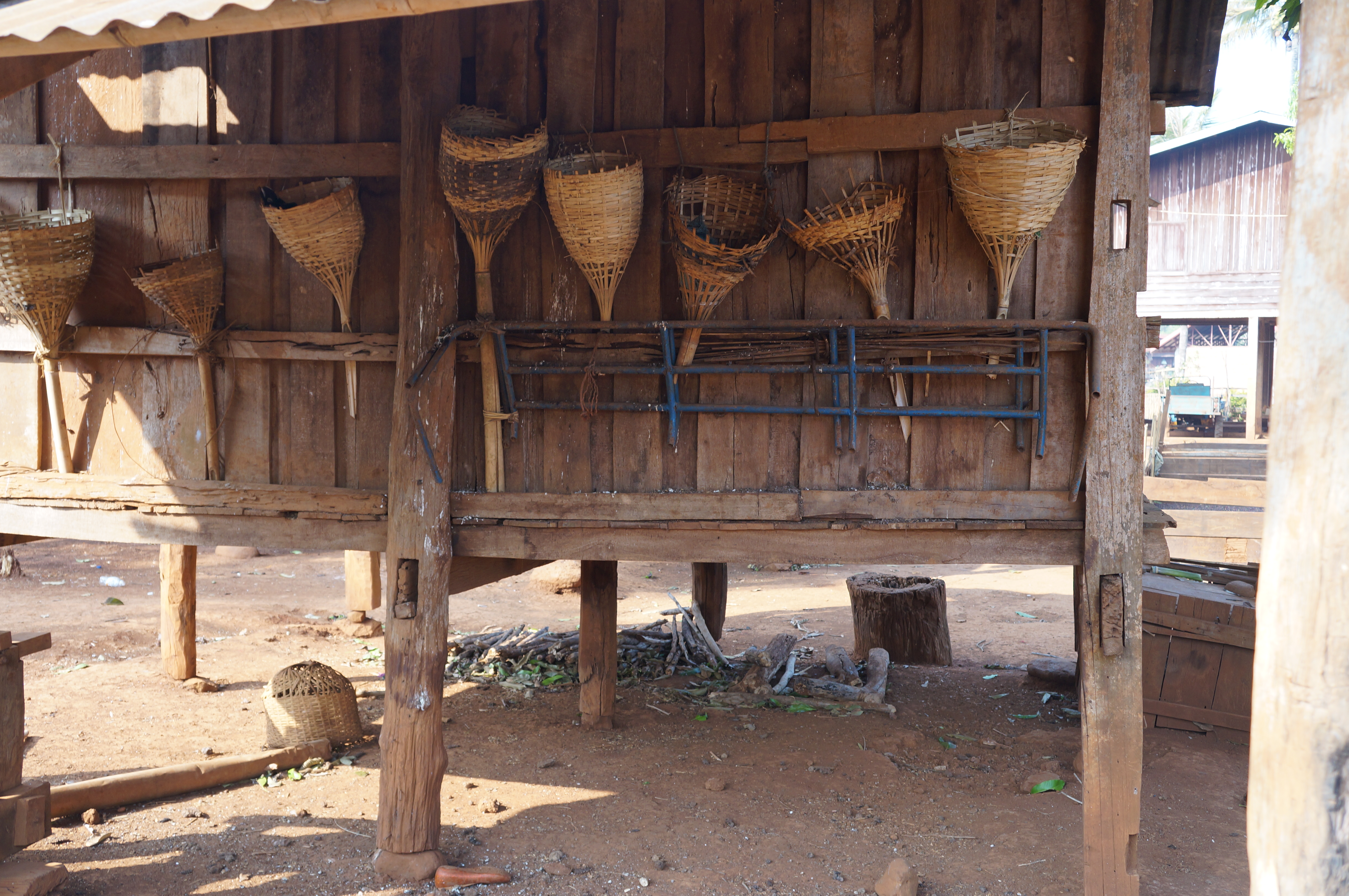
Poulailler à Ban Lao Ngam.
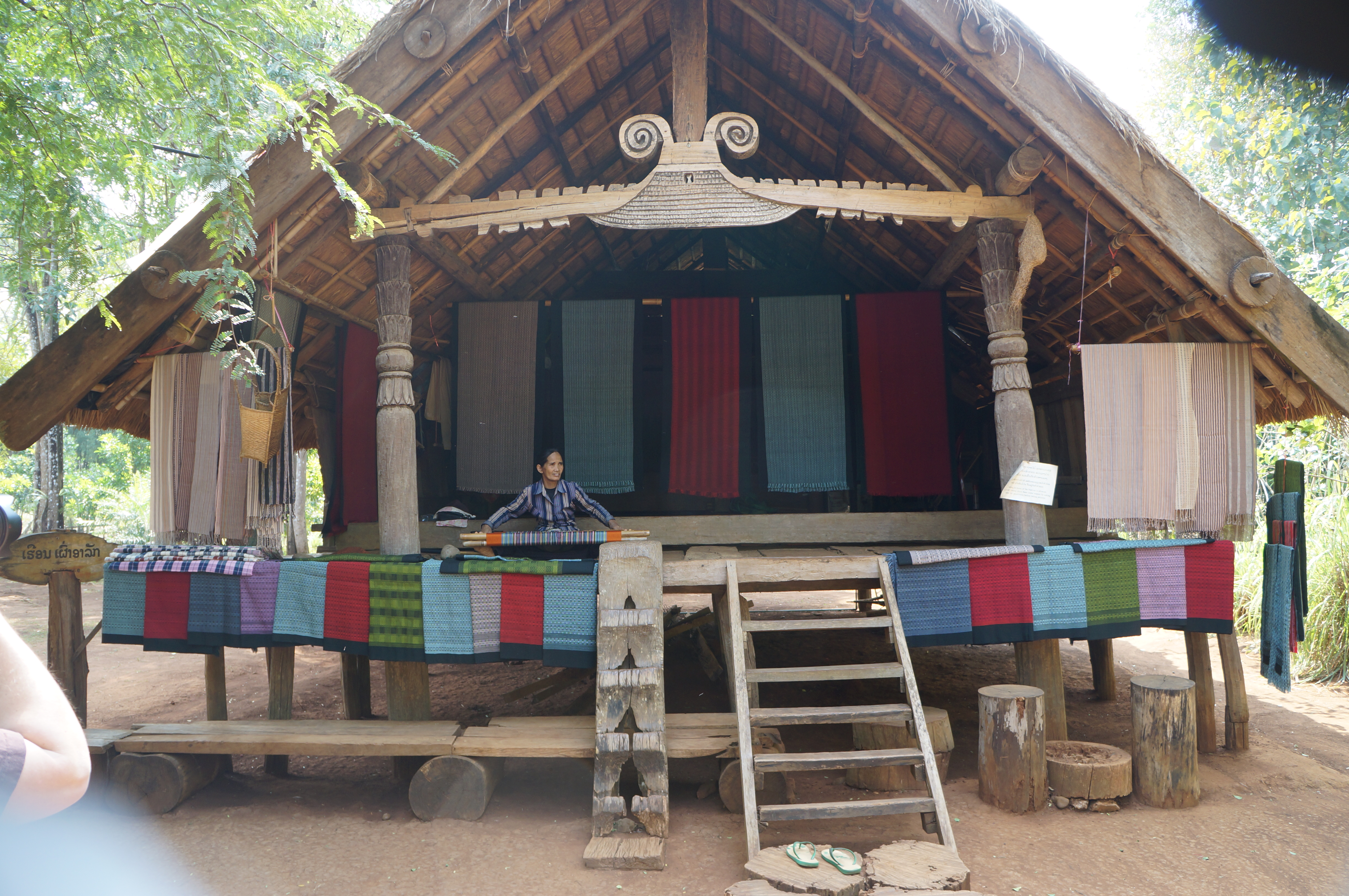
Village des tisserands de Ban Lao Ngam.
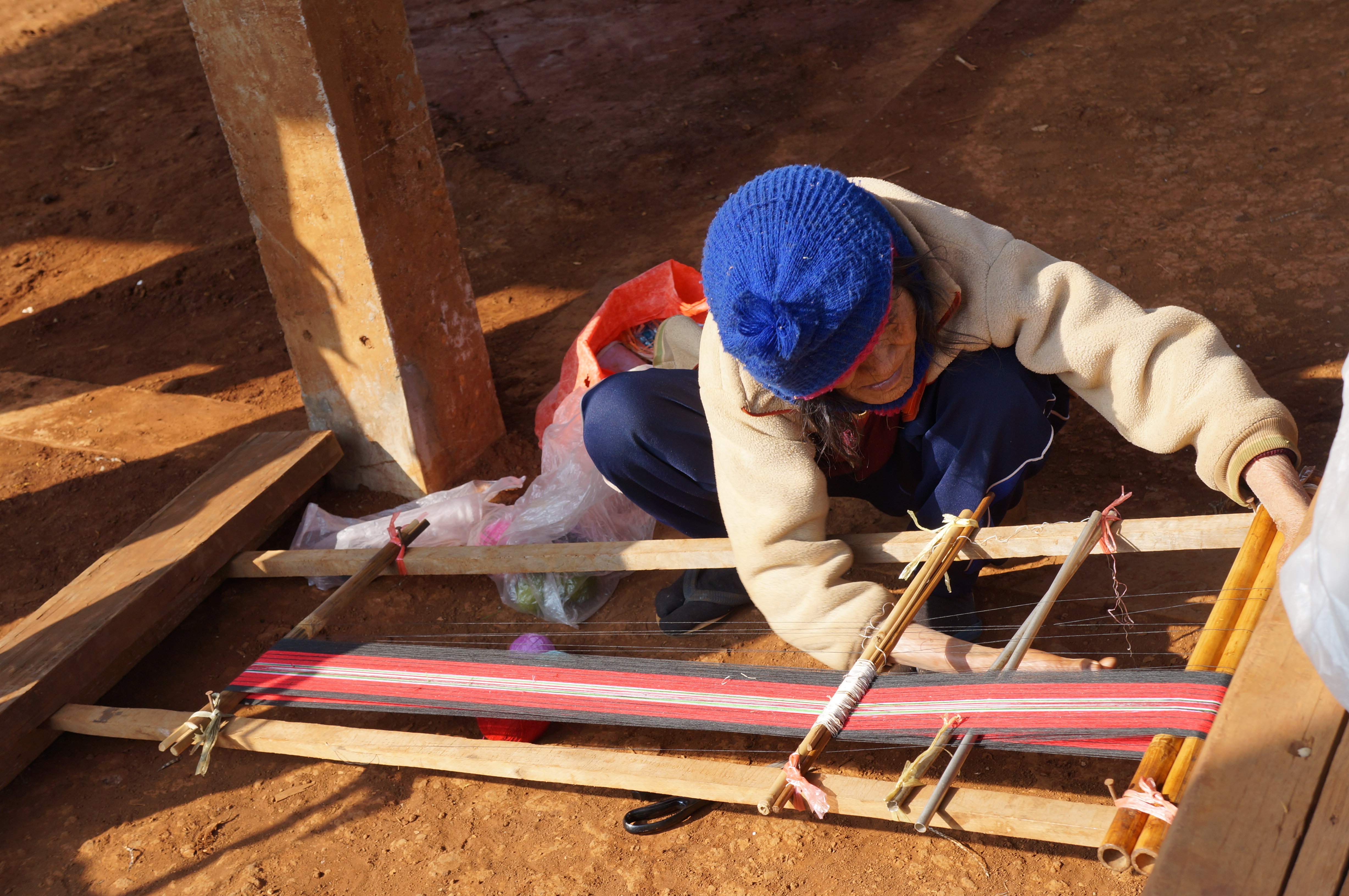
Village des tisserands de Ban Lao Ngam.
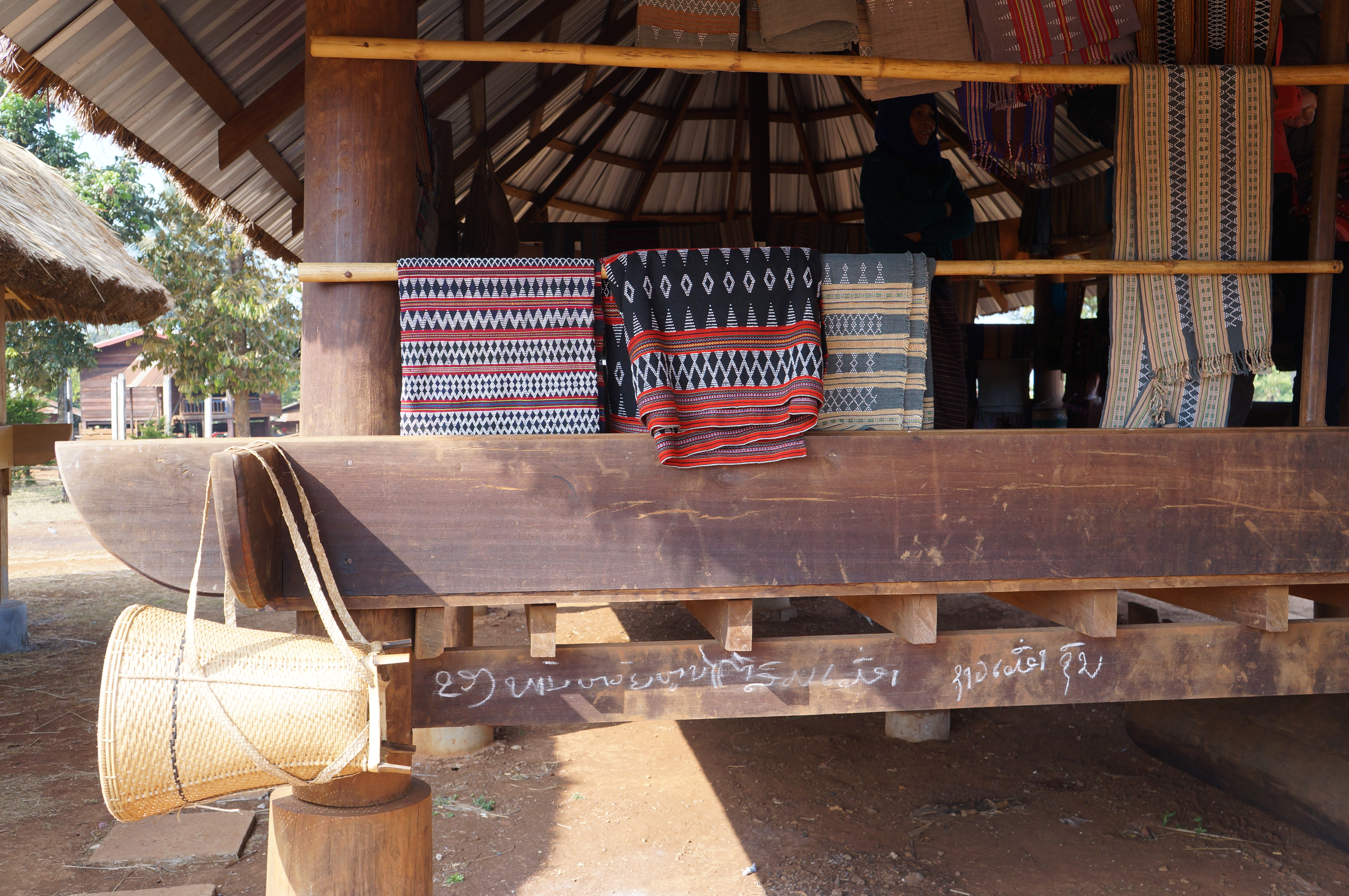
Village des tisserands de Ban Lao Ngam.